# لجنة القدس (الكويت)
لجنة القدس في الكويت  هي تنظيم محلي ثقافي تابع للاتحاد الوطني لطلبة جامعة الكويت، يهتم بقضايا فلسطين، وما يعانيه الشعب الفلسطيني من ظلم جراء العدوان الإسرائيلي، وهدفها هو توعية الشباب الجامعي بهذه القضية، وجعله يتحمل جزءا من المسؤولية تجاهها.

## البداية
في عام 2003 قام مجموعة من الشباب الفلسطيني من الذين يدرسون في جامعة الكويت في كلية الهندسة بإنشاء تنظيم جامعي داخلي، لتوعية الناس بقضية الأقصى والقدس وفلسطين. وبدات سلسلة أعمالها بمنشورات توزعها على الطلبة والطالبات وتحتوي معلومات أو أخبار أو مناسبات يمر بها الشعب الفلسطيني، كما نظمت أسبوع الأقصى الأول، الذي نجح نجاحا مبدئيا، مما شجع أفرادها على الاستمرار على هذا المنوال.
وقد تطوع بعض الشباب الكويتي، وتكفل الاتحاد الوطني طلبة الكويت بهذا التنظيم، وقد توسع مداه ليشمل جميع كليات جامعة الكويت، كما أنشأ فرع نسائي للتنظيم، لتثبت المرأة أنها أخت الرجل في هذه الامور.

## أهدافها
للجنة القدس أهداف واضحة تتلخص فيما يلي:
1. العمل ليلا نهارا من أجل خدمة فلسطين والمسجد الأقصى، بالعلم والعقل وليس بالسلاح.
2. توعية المجتمع المحيط (طلبة الجامعة) بما تمر به فلسطين من أزمات وكوارث بشرية.
3. تقوية روح الترابط والتآلف بين أفراد الجالية الفلسطينية، وتنمية الروابط بين طلبة الجامعة والوافدين الدارسين.
4. جعل الشباب يشعرون بالمسؤولية تجاه المنكوبين الفلسطينيين، وربطهم بالقضية الفلسطينية، وجعلهم جزءا منها، وليس مشاركين فيها.
5. توعية الشباب الجامعي لإخراج جيل متعلم مثقف واع يتحدى الأزمات التي تمر بها الأمة العربية.